# Carl Friedrich Warnstorf
Carl Friedrich Warnstorf (1837, Sommerfeld, Lusacia - † 1921 , Berlín) fue un pedagogo, jardinero y briólogo alemán.

## Biografía
Era el hijo de un zapatero. Después de estudiar en la escuela preparatoria en Sommerfeld en 1855-1858 completó la Escuela Normal en Neuzelle . En 1861 se convirtió en profesor en Arnswalde, donde se casó con Emily Hubler (d. 1917), y 1867 fue a Neuruppin, donde trabajó 32 años en la educación. Trabaja de forma continua en su labor profesional realizada en 1899 y después de su retiro y se traslada a Berlín por su continuar en sus investigaciones botánicas en Sphagnologia universalis que continuó hasta su muerte.
Se ocupó principalmente de Sphagnum, sobra la que escribió como un autor experto reconocido de numerosas publicaciones. Aumentó el número de especies conocidas de Sphagnum considerablemente, también desarrolló nuevos complejos, como la distribución del tamaño de poros en las escamas, o la formación de bulbillos. Su amplio herbario de musgos fue destruido en gran parte en la guerra. Por sus servicios recibió el título honorífico de profesor en 1917. Por otra parte, describió un género de musgos ( Drepanocladus = Warnstorfia) y 18 especies. Murió a la edad de 83 años.
Su última morada se encuentra en Südwestkirchhof Stahnsdorf.

## Algunas publicaciones
- Die europäischen Torfmoore. Eine Kritik und Beschreibung derselben, Berlín 1881; Les sphaignes d'Europe, Auch 1888; The European Sphagneaceae, London 1901

- Die Torfmoose im Kgl. Botanischen Museum in Berlin. Eine bryologische Studie, Cassel 1882

- Sphagnologische Rückblicke, Regensburg 1884

- Moosflora der Provinz Brandenburg. Eine systematische Zusammenstellung der bisher in diesem Gebiet beobachteten Leber-, Torf- und Laubmoose, Berlín 1885

- Leber- und Torfmoose, Leipzig 1903; Laubmoose, Leipzig 1906. (= Kryptogamenflora der Mark Brandenburg und angrenzender Gebiete, vol. 1 u. 2)

- Sphagnales-Sphagnaceae (Sphagnales universalis), Leipzig 1911. (= Adolf Englers Pflanzenreich Bd. 51); ND Weinheim 1958; Leipzig 1965; Vaduz 1976

- Zur Bryo-Geographie des Russischen Reiches: Eine Erinnerung an Dr. E. Zickendraht, Dresde 1913

- Bryophyta (Sphagnales, Bryales, Hepaticae). (= Die Süßwasserflora Deutschlands, Österreichs und der Schweiz, H. 14), Jena 1914 (con W. Mönkemeyer und V. Schiffner)
- Pottia-Studien als Vorarbeiten zu einer Monographie des Genus "Pottia Ehrh" sensstr., Dresde 1917.

## Literatura
- Wolfram Schultze-Motel: Das Moosherbar von Carl Warnstorf. In: Willdenowia 3 ( 2): 289–313. 1962

- Jens Eggers: Lebensdaten deutscher Bryologen. In: Bryologische Rundbriefe 26: 1–17. 1999

- S. Rätzel, V. Otte, A. Schaepe. Bericht vom 1. Brandenburgischen Mooskartierungstreffen in Klosterheide bei Rheinsberg – auf den Spuren von Carl Warnstorf. In: Verhandlungen des Botanischen Vereins von Berlin und Brandenburg 113: 527–537. 2000

- Jan-Peter Frahm, Jens Eggert. Lexikon deutschsprachiger Bryologen, vol. 2, Norderstedt 2001, pp. 544–549 (con Literaturverz.)
- La abreviatura «Warnst.» se emplea para indicar a Carl Friedrich Warnstorf como autoridad en la descripción y clasificación científica de los vegetales.[1]